# Piprensarnemertin
Piprensarnemertin (Emplectonema bocki) är en djurart som tillhör fylumet slemmaskar, och som beskrevs av Brunberg 1957. Enligt Catalogue of Life ingår Piprensarnemertin i släktet Emplectonema och familjen Emplectonematidae, men enligt Dyntaxa är tillhörigheten istället släktet Emplectonema, och ordningen Hoplonemertea. Det är osäkert om arten förekommer i Sverige. Inga underarter finns listade i Catalogue of Life.